# Lassen County
Lassen County ist ein im Nordosten des US-Bundesstaates Kalifornien befindliches County. Der Verwaltungssitz (County Seat) ist Susanville.

## Geschichte
Lassen County wurde 1864 aus Teilen des Plumas County und des Shasta Countys gebildet.
Der Name des Countys geht auf den Berg Lassen Peak zurück, der nach Peter Lassen benannt wurde, einem von General John C. Frémonts Führern und ein berühmter Trapper. Er wurde 1859 von den Paiute-Indianern am Fuße des Berges getötet.
Sechs Bauwerke und Stätten des Countys sind im National Register of Historic Places eingetragen.

## Demografische Daten

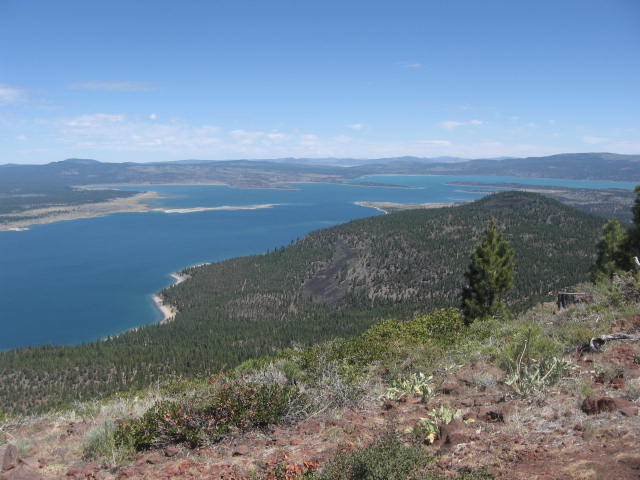
Der Eagle Lake

Nach der Volkszählung im Jahr 2000 lebten im Lassen County 33.828 Menschen. Es gab 9625 Haushalte und 6776 Familien. Die Bevölkerungsdichte betrug 3 Einwohner pro Quadratkilometer. Ethnisch betrachtet setzte sich die Bevölkerung zusammen aus 80,81 % Weißen, 8,84 % Afroamerikanern, 3,26 % amerikanischen Ureinwohnern, 0,74 % Asiaten, 0,43 % Bewohnern aus dem pazifischen Inselraum und 3,23 % aus anderen ethnischen Gruppen; 2,69 % stammten von zwei oder mehr ethnischen Gruppen ab. 13,84 % der Bevölkerung waren spanischer oder lateinamerikanischer Abstammung.
Von den 9625 Haushalten hatten 35,90 % Kinder und Jugendliche unter 18 Jahre, die bei ihnen lebten. 55,80 % waren verheiratete, zusammenlebende Paare, 10,30 % waren allein erziehende Mütter. 29,60 % waren keine Familien. 24,50 % waren Singlehaushalte und in 9,20 % lebten Menschen im Alter von 65 Jahren oder darüber. Die Durchschnittshaushaltsgröße betrug 2,59 und die durchschnittliche Familiengröße lag bei 3,08 Personen.
Auf das gesamte County bezogen setzte sich die Bevölkerung zusammen aus 21,80 % Einwohnern unter 18 Jahren, 10,80 % zwischen 18 und 24 Jahren, 36,90 % zwischen 25 und 44 Jahren, 21,40 % zwischen 45 und 64 Jahren und 9,00 % waren 65 Jahre alt oder darüber. Das Durchschnittsalter betrug 35 Jahre. Auf 100 weibliche Personen kamen 168,80 männliche Personen, auf 100 Frauen im Alter ab 18 Jahren kamen statistisch 192,20 Männer.
Das jährliche Durchschnittseinkommen eines Haushalts betrug 36.310 USD, das Durchschnittseinkommen der Familien betrug 43.398 USD. Männer hatten ein Durchschnittseinkommen von 37.333 USD, Frauen 26.561 USD. Das Prokopfeinkommen betrug 14.749 USD. 14,00 % Prozent der Bevölkerung und 11,10 % der Familien lebten unterhalb der Armutsgrenze. 16,10 % davon waren unter 18 Jahre und 7,80 % waren 65 Jahre oder älter.

## Orte im County

### City
- Susanville (County Seat)

### CDPs
| - Bieber - Clear Creek - Doyle - Herlong - Janesville - Johnstonville - Litchfield - Little Valley | - Madeline - Milford - Nubieber - Patton Village - Spaulding - Stones Landing - Westwood |